# 小卡爾·愛德華茲
小卡爾·弗萊米恩·愛德華茲（英語：Carl Fleming Edwards Jr.，1991年9月3日—），為美國職棒大聯盟的投手，目前效力於聖地牙哥教士。他先前曾效力於小熊、水手、勇士、藍鳥與國民等隊。

## 職業生涯

### 德州遊騎兵
2011年美國職棒大聯盟選秀，遊騎兵於第48輪選進愛德華茲。愛德華茲原本打算和高中同學貝登堡一同就讀大學，但是貝登堡卻在高中畢業後因一場車禍驟逝，這個悲劇也讓愛德華茲決定直接加入職棒。2013年，他在1A拿下8勝2敗，防禦率1.83。

### 芝加哥小熊
2013年7月22日，遊騎兵將愛德華茲、賈斯汀·葛林姆、Mike Olt和一名日後指定球員交易到小熊，換來馬特·加爾薩。他在高階1A繳出1.96的防禦率，獲選為年度最佳小聯盟球員。
2014年，他從2A出發，整季拿下1勝2敗，防禦率為2.44。11月20日，球隊將他放進40人名單，避免他被其他球隊以規則五選秀選走。
2015年9月7日，愛德華茲登上大聯盟。2016年9月1日，他拿下大聯盟生涯首次救援成功。整季他的防禦率為3.75。

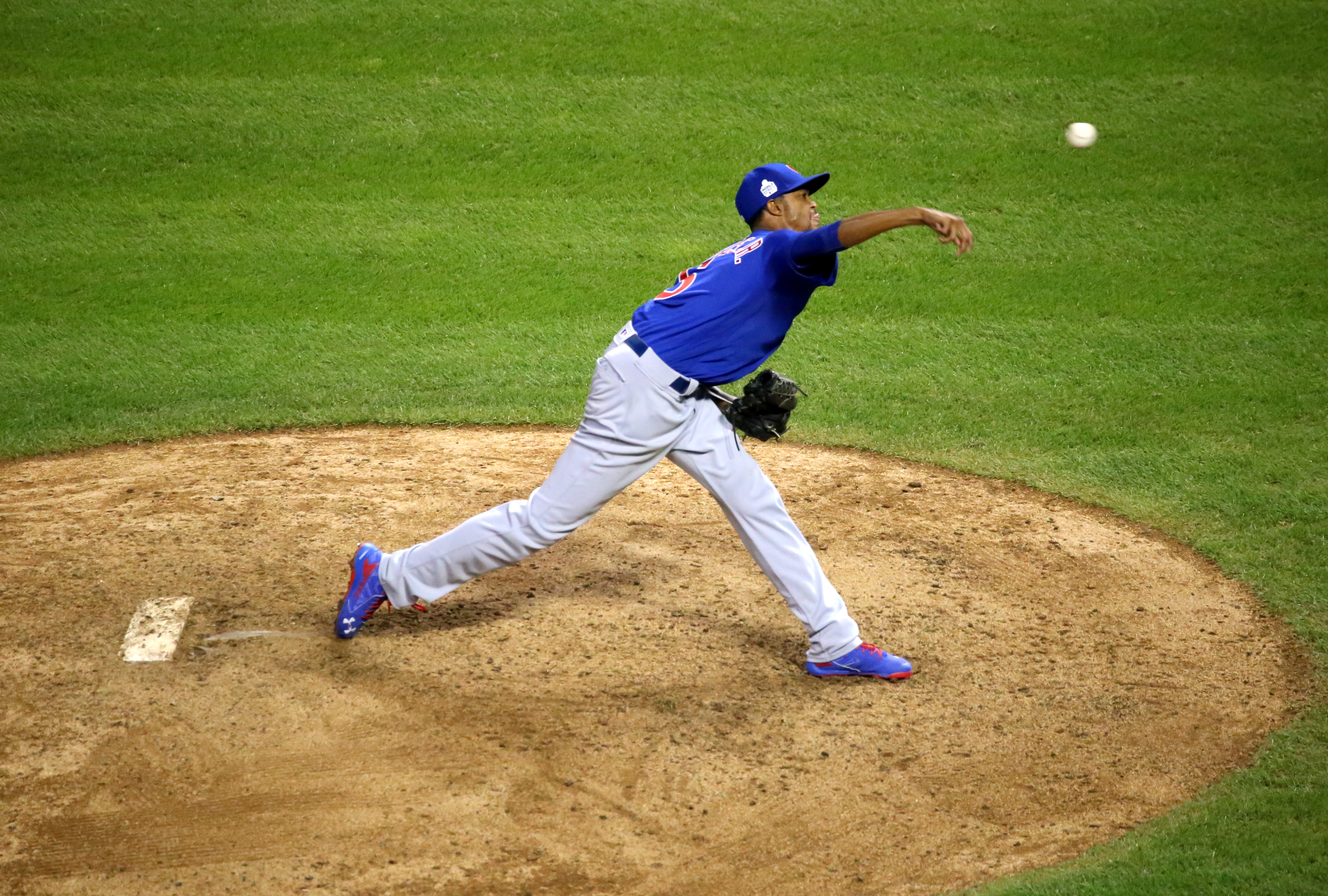
在世界大賽第7場投球的愛德華茲

2016年10月25日，愛德華茲與隊友艾迪生·羅素、德克斯特·佛勒、傑森·海沃德成為小熊隊史首批在世界大賽上出場的非裔美國人。他在世界大賽第7場10局下登板，主投0.2局失1分，最後小熊隊成功拿下睽違108年的世界大賽冠軍。
2017年，愛德華茲拿下5勝4敗，防禦率2.98。他在分區賽僅投2.1局便狂失6分，最有名的就是他在第2場被布萊斯·哈波於8局下敲出追平2分砲。他在國聯冠軍賽的表現回穩，主投2.1局無失分，但是小熊最後遭到道奇淘汰。
2018年，愛德華茲拿下3勝2敗，防禦率2.60。2019年，愛德華茲開始頻繁受傷。他在4月初的4場比賽內只解決5個打者，挨了兩轟，投出5次保送失6分。他也因此被下放到3A，過了一個月才重返大聯盟。

### 聖地牙哥教士
2019年7月31日，小熊將愛德華茲交易到教士，換來Brad Wieck。他在教士的表現相當掙扎，僅出賽2場，防禦率就高達32.40。11月4日，愛德華茲成為自由球員。

### 西雅圖水手
2019年12月4日，愛德華茲與水手簽下1年合約。2020年，他只出賽5場比賽，送出6次三振失1分。球季結束後，他成為自由球員。

### 亞特蘭大勇士
2021年1月29日，愛德華茲與勇士簽下小聯盟約。3月25日，他跳脫合約成為自由球員。4月5日，他再度和勇士簽約。他在勇士的初登場丟出1次保送，被打出3支安打失3分。隔天他便遭到勇士指定讓渡，並於5月10日成為自由球員。

### 多倫多藍鳥
2021年5月14日，愛德華茲與藍鳥簽下小聯盟約。5月30日，他從3A升上大聯盟。6月17日，他因為左斜肌酸痛進入傷兵名單。8月29日，他被藍鳥隊釋出。

### 芝加哥白襪
2021年8月31日，愛德華茲與白襪簽下小聯盟約。

### 華盛頓國民
2022年2月25日，愛德華茲與國民簽下小聯盟約。他在這年新練了變速球，並在3A層級繳出優異的成績。他也在5月10日登上大聯盟。
2023年1月13日，愛德華茲與國民簽下1年225萬美元的合約。

## 個人生活
愛德華茲和未婚妻先分別在2015年和2018年迎來兩名子女，隨後他們在2021年完婚。

## 外部連結
- 球員資訊和成績在MLB ，ESPN ，Retrosheet ，Baseball Reference ，Baseball Reference (Minors) ，Fangraphs ，The Baseball Cube （英文）
- 小卡爾·愛德華茲的X（前Twitter）